# Copa del Generalísimo de fútbol 1954
La Copa del Generalísimo de Fútbol de 1954 fue la edición número 50 del Campeonato de España. La conquistó el Valencia C. F., lo que supuso su tercer título copero. Se disputó desde el 2 de mayo de 1954 hasta el 20 de junio del mismo año. Los participantes fueron los doce primeros clasificados de Primera División y los dos campeones de Segunda.

## Octavos de final
Se disputó en eliminatoria a doble partido: los encuentros de ida se jugaron el 2 de mayo y los de vuelta el 9 de mayo.
| Equipo local            | Resultado global | Equipo visitante             | Ida | Vuelta | Desempate |
| ----------------------- | ---------------- | ---------------------------- | --- | ------ | --------- |
| C. F. Barcelona         | 4-3              | R. C. Deportivo de La Coruña | 4-0 | 0-3    |           |
| R. C. Celta de Vigo     | 1-3              | Sevilla C. F.                | 1-1 | 0-2    |           |
| C. D. Alavés            | 1-9              | Real Madrid C. F.            | 1-2 | 0-7    |           |
| Club Atlético de Bilbao | 3-3              | Real Valladolid Deportivo    | 3-2 | 0-1    | 4-1       |
| Club Atlético de Madrid | 2-5              | R. C. D. Español             | 1-3 | 1-2    |           |
| U. D. Las Palmas        | 1-4              | Real Sociedad de Fútbol      | 0-0 | 1-4    |           |

Clubes exentos: Valencia C. F. y Real Santander.

## Cuartos de final
Los cuartos de final se disputaron a doble partido: los partidos de ida tuvieron lugar el 16 de mayo y los de vuelta el día 23 de mayo. 
| Equipo local            | Resultado global | Equipo visitante        | Ida | Vuelta | Desempate |
| ----------------------- | ---------------- | ----------------------- | --- | ------ | --------- |
| Real Santander          | 3-4              | Real Madrid C. F.       | 3-1 | 0-3    |           |
| C. F. Barcelona         | 5-3              | Club Atlético de Bilbao | 4-2 | 1-1    |           |
| Real Sociedad de Fútbol | 3-9              | Valencia C. F.          | 2-5 | 1-4    |           |
| Sevilla C. F.           | 6-6              | R. C. D. Español        | 4-0 | 2-6    | 2-1       |

## Semifinales
Se disputaron los partidos de ida el 6 de junio y los de vuelta el 13 de junio. 
| Equipo local      | Resultado global | Equipo visitante | Ida | Vuelta |
| ----------------- | ---------------- | ---------------- | --- | ------ |
| Real Madrid C. F. | 2-3              | C. F. Barcelona  | 1-0 | 1-3    |
| Sevilla C. F.     | 1-4              | Valencia C. F.   | 0-1 | 1-3    |

## Final
|            | POR        | Quique Martín      |  |  |
|            | DEF        | Quincoces II       |  |  |
|            | DEF        | Salvador Monzó     |  |  |
|            | DEF        | Sócrates Belenguer |  |  |
|            | MED        | Pasieguito         |  |  |
|            | MED        | Antonio Puchades   |  |  |
|            | DEL        | Daniel Mañó        |  |  |
|            | DEL        | Antonio Fuertes    |  |  |
|            | DEL        | Manuel Badenes     |  |  |
|            | DEL        | Enrique Buqué      |  |  |
|            | DEL        | Vicente Seguí      |  |  |
| Entrenador | Entrenador | Jacinto Quincoces  |  |  |

|            | POR        | Juan Velasco      |  |
|            | DEF        | Joan Segarra      |  |
|            | DEF        | Gustau Biosca     |  |
|            | DEF        | Josep Seguer      |  |
|            | MED        | Isidro Flotats    |  |
|            | MED        | Andreu Bosch      |  |
|            | DEL        | Estanislao Basora |  |
|            | DEL        | Luis Suárez       |  |
|            | DEL        | César Rodríguez   |  |
|            | DEL        | Tomás Moreno      |  |
|            | DEL        | Eduardo Manchón   |  |
| Entrenador | Entrenador | Ferdinand Daučík  |  |

|  | 14' | Fuertes | 1-0 |
|  | 57' | Badenes | 2-0 |
|  | 59' | Fuertes | 3-0 |

| Árbitro: | José Luis González Echeverría |

|            | POR        | Quique Martín      |  |  |
|            | DEF        | Quincoces II       |  |  |
|            | DEF        | Salvador Monzó     |  |  |
|            | DEF        | Sócrates Belenguer |  |  |
|            | MED        | Pasieguito         |  |  |
|            | MED        | Antonio Puchades   |  |  |
|            | DEL        | Daniel Mañó        |  |  |
|            | DEL        | Antonio Fuertes    |  |  |
|            | DEL        | Manuel Badenes     |  |  |
|            | DEL        | Enrique Buqué      |  |  |
|            | DEL        | Vicente Seguí      |  |  |
| Entrenador | Entrenador | Jacinto Quincoces  |  |  |

|            | POR        | Juan Velasco      |  |
|            | DEF        | Joan Segarra      |  |
|            | DEF        | Gustau Biosca     |  |
|            | DEF        | Josep Seguer      |  |
|            | MED        | Isidro Flotats    |  |
|            | MED        | Andreu Bosch      |  |
|            | DEL        | Estanislao Basora |  |
|            | DEL        | Luis Suárez       |  |
|            | DEL        | César Rodríguez   |  |
|            | DEL        | Tomás Moreno      |  |
|            | DEL        | Eduardo Manchón   |  |
| Entrenador | Entrenador | Ferdinand Daučík  |  |

|  | 14' | Fuertes | 1-0 |
|  | 57' | Badenes | 2-0 |
|  | 59' | Fuertes | 3-0 |

| Árbitro: | José Luis González Echeverría |

|                        |
| Campeón VALENCIA C. F. |
| 3.º título             |